# 接種証明書
接種証明書（せっしゅしょうめいしょ）とは、特定の感染症に対する抗体を保持している事を証明する証書。免疫パスポート、ワクチンパスポートとも言われる。
後述する陰性証明書とともに、主に他国の渡航に際して必要となる。

## 概要
接種証明書に該当する証書は古くからあり、18世紀には既に存在していたとの記録が存在する。国際的な枠組みでは、国際保健規則に基づくイエローカードが用いられてきた。抗体を保持することで感染症には罹患しない事を証明できるため、接種証明書の所持者は自由移動することが可能とされる。特に新型コロナウイルス感染症（COVID-19）の世界的流行以降、注目され出した。

## 課題
麻疹のように一度罹患すれば抗体が維持される感染症とは異なり抗体の効力が消えてしまう種類の感染症に対しては、適切な有効期限を設定しないと効果がないばかりか悪影響がある。抗体検査の精度も完全ではなく、偽陽性や偽陰性の判定が出る可能性を否定できないとされる。また必要とされる検査件数は実現不可能な数字であり、社会の分断を招くとの指摘もある。
2021年2月19日に英国王立学会が発表した12の課題の中に国際規格化の必要性、プライバシー保護、偽物防止が謳われている。この課題を解決するため、ジュネーブに本拠地を置く、ITの国際規格化団体のEcmaインターナショナルが、3月に国際規格化を発表。既に国際規格（ISO/IEC 24643:2020）になっているECMA-417を2021年8月に改定する第3版を公表し、ワクチンパスポートへの応用例を附属書Bに追記した。この規格に則れば、偽造証明書をリアルタイムで発見でき、個人情報を保護できるとされているが、システムの具体化、運用、管理などは本規格の枠外である。

## 新型コロナウイルス感染症陰性証明書
新型コロナウイルス感染症（COVID-19）の流行以降、ほぼすべての国で国外への渡航（他国からの入国）が事実上不可能となり、一部例外的な渡航に当たっては、入国時にPCR検査の陰性証明書が求められるようになっている。
日本への入国については、2021年1月8日より現地出国前72時間以内のPCR検査証明書の提示が必要とされていたが、2022年9月7日よりワクチン接種証明書を保持している場合にはPCR検査証明書が不要になり、2023年4月29日よりすべての入国者についてPCR検査証明書の提示が撤廃された。

## 新型コロナワクチン接種証明書
2023年1月18日時点でイタリア、オーストリア、トルコ、ブルガリア、ポーランド、韓国など118の国・地域で日本の市区町村が発行した海外渡航用の新型コロナワクチン接種証明書が使用可能だった。
日本では、7月26日から各市区町村を窓口に交付申請の受付が開始された。
日本航空は2021年10月から米Daon社が提供しアメリカン航空、ブリティッシュ・エアウェイズ、イベリア航空、ならびにエアリンガスがすでに使用しているデジタル証明書アプリ"VeriFLY"運用開始。これに先立ち21年4月にスイスの非営利組織であるコモンズ・プロジェクト（The Commons Project）が世界経済フォーラムの連携で推進している。医療機関から発行される検査結果が受入国の入国基準を満たしているかをコモンパスが検証し、検査結果をデジタル証明「コモンパス」と国際航空運送協会 (IATA)が推進し世界23社の航空会社が実用化に向けた取り組みに参加している「IATAトラベルパス」も実証試験を営業便で実施している。

## 文献
- Alexandra L Phelan (2020年5月4日), “COVID-19 immunity passports and vaccination certificates: scientific, equitable, and legal challenges” (英語), ランセット, doi:10.1016/S0140-6736(20)31034-5, ISSN 0140-6736, PMC 7198144, PMID 32380041, Wikidata Q94538330
- Daniel B Larremore; Kate M Bubar; Yonatan H Grad (2020年7月20日), “Implications of test characteristics and population seroprevalence on 'immune passport' strategies” (英語), Clinical Infectious Diseases, doi:10.1093/CID/CIAA1019, ISSN 1058-4838, PMC 7454323, PMID 32687149, Wikidata Q97596370
- Teck Chuan Voo; Hannah E. Clapham; Clarence C Tam (2020年6月25日), “Ethical implementation of 'immunity passports' during the COVID-19 pandemic” (英語), Journal of Infectious Diseases, doi:10.1093/INFDIS/JIAA352, ISSN 0022-1899, PMC 7337820, PMID 32582943, Wikidata Q96687967
- Katrina Andrea Bramstedt (2020年8月25日), “Antibodies as Currency: COVID-19's Golden Passport” (英語), Journal of Bioethical Inquiry, doi:10.1007/S11673-020-09996-5, ISSN 1176-7529, PMC 7445692, PMID 32840824, Wikidata Q98719212
- Agam Bansal; Chandan Garg; Rana P Padappayil (2020年7月19日), “Optimizing the Implementation of COVID-19 "Immunity Certificates" Using Blockchain” (英語), Journal of Medical Systems 44 (9):  140, doi:10.1007/S10916-020-01616-4, ISSN 0148-5598, PMID 32683501, Wikidata Q97590686
- Call for participation on vaccine passport international standardization - Ecma International (ecma-international.org)
- Ecmaインターナショナル https://www.ecma-international.org/wp-content/uploads/ECMA-417.pdf